# マリアーノ・バルボサ
マリアノ・バルボサ（Mariano Damián Barbosa、1984年7月27日 - ）は、アルゼンチン・ブエノスアイレス出身のサッカー選手。ポジションはゴールキーパー。イタリアのパスポートも所持している。

## 経歴
2005年夏、ペペ・レイナが移籍してGKが足りなくなっていたビジャレアルCFに、移籍金200万ユーロ（約2億7000万円）で移籍した。2年間はセバスティアン・ビエラとの併用が続いたが、時折見せるイージーミスが仇となり、レギュラー奪取に至らなかった。2007年夏、レクレアティーボ・ウェルバにレンタル移籍するも、ステファノ・ソレンティーノの壁は厚く、1試合も出場できなかった。2008年に母国のエストゥディアンテス・デ・ラ・プラタに移籍し、2009年にはCAリーベル・プレートにレンタル移籍した。リーベル・プレートではポジションを掴みかけたものの、2009年7月7日にCFアトラスに移籍した。2010年にUDラス・パルマスに移籍し、正GKとして4シーズンで162試合に出場した。2014-15シーズンはセビージャFCに移籍するも、セルヒオ・リコやベトの控えに甘んじた。2015年7月9日にビジャレアルCFに復帰した。
アルゼンチンU-20代表として、2003年のFIFA U-20ワールドカップに出場した。

## タイトル

### クラブ
セビージャFC
- UEFAヨーロッパリーグ : 2014-15